# Nilothauma bicorne
Nilothauma bicorne är en tvåvingeart som först beskrevs av Henry Keith Townes, Jr. 1945.  Nilothauma bicorne ingår i släktet Nilothauma och familjen fjädermyggor. Inga underarter finns listade i Catalogue of Life.